# Dagfinn Enerly
Arne Dagfinn Enerly (Oslo, 9 dicembre 1972) è un ex calciatore norvegese, di ruolo attaccante.

## Biografia
Enerly crebbe ad Ammerud, nell'est di Oslo.

## Caratteristiche tecniche
Enerly fu impiegato, solitamente, sulla fascia destra.

## Carriera

### Club
Iniziò la carriera con il Grorud. Si trasferì poi allo Skeid, con cui debuttò nella Tippeligaen nel 1996. Dopo la retrocessione della squadra del campionato 1997, passò al Moss, dove giocò per tre stagioni, finché non firmò per i campioni in carica del Rosenborg. Rimase in questo club per tre stagioni, vincendo altrettanti titoli nazionali. Durante la Tippeligaen 2004, passò al Fredrikstad: divenne un giocatore chiave per la squadra e fu nominato capitano.
Nell'ultima giornata del campionato 2005, in data 29 ottobre, il Fredrikstad affrontò lo Start, in trasferta ed in lotta per non retrocedere. La squadra si impose per tre a uno, guadagnando la salvezza. Comunque, cinque minuti dopo l'inizio del match, Enerly impattò con un compagno di squadra e cadde a terra, senza riuscire a muovere un muscolo. Portato all'ospedale più vicino, fu reso noto che Enerly si ruppe il collo e diventò paraplegico.
L'infortunio creò un grosso shock nel paese. Enerly ricevette auguri da tutto il mondo calcistico nazionale, oltre alla visita dei calciatori del Real Madrid, in Norvegia per una partita valida per la Champions League 2005-2006 contro il Rosenborg. Ci furono molte manifestazioni d'affetto nei suoi confronti, dai tifosi di tutte le squadre norvegesi.
A gennaio 2006, fu reso noto che Enerly tornò ad effettuare alcuni movimenti con le braccia, ma le gambe restarono paralizzate. A dicembre 2006, fu reso noto che riguadagnò un po' di forza nel braccio sinistro.
Il Fredrikstad festeggiò la vittoria della Coppa di Norvegia 2006 portandolo in campo assieme agli altri calciatori, per testimoniare la vicinanza nei confronti del giocatore. Ad agosto 2007, ritirò la sua maglia numero 8.

### Nazionale
Enerly giocò 2 partite per la Norvegia. Debuttò il 1º settembre 1996, sostituendo Jan Åge Fjørtoft nella vittoria per uno a zero contro la Georgia.

## Statistiche

### Cronologia presenze e reti in Nazionale
| Cronologia completa delle presenze e delle reti in nazionale ― Norvegia | Cronologia completa delle presenze e delle reti in nazionale ― Norvegia | Cronologia completa delle presenze e delle reti in nazionale ― Norvegia | Cronologia completa delle presenze e delle reti in nazionale ― Norvegia | Cronologia completa delle presenze e delle reti in nazionale ― Norvegia | Cronologia completa delle presenze e delle reti in nazionale ― Norvegia | Cronologia completa delle presenze e delle reti in nazionale ― Norvegia | Cronologia completa delle presenze e delle reti in nazionale ― Norvegia |
| Data                                                                    | Città                                                                   | In casa                                                                 | Risultato                                                               | Ospiti                                                                  | Competizione                                                            | Reti                                                                    | Note                                                                    |
| ----------------------------------------------------------------------- | ----------------------------------------------------------------------- | ----------------------------------------------------------------------- | ----------------------------------------------------------------------- | ----------------------------------------------------------------------- | ----------------------------------------------------------------------- | ----------------------------------------------------------------------- | ----------------------------------------------------------------------- |
| 1-9-1996                                                                | Oslo                                                                    | Norvegia                                                                | 1 – 0                                                                   | Georgia                                                                 | Amichevole                                                              | -                                                                       |                                                                         |
| 24-1-2001                                                               | Hong Kong                                                               | Norvegia                                                                | 3 – 2                                                                   | Corea del Sud                                                           | Carlsberg Cup 2001                                                      | -                                                                       |                                                                         |
| Totale                                                                  |                                                                         | Presenze                                                                | 2                                                                       |                                                                         | Reti                                                                    | 0                                                                       |                                                                         |

## Palmarès

### Giocatore

#### Club

##### Competizioni nazionali
- Campionato norvegese: 3

Rosenborg: 2001, 2002, 2003
- Coppa di Norvegia: 1

Rosenborg: 2003